# Ivan Santini
Ivan Santini (Zadar, 21. svibnja 1989.) hrvatski je nogometaš koji trenutačno nastupa za Zadar. Igra na poziciji napadača. Brat nogometnog vratara Krševana i sin kantautora Romea.

## Klupska karijera
Ivan Santini počeo je trenirati nogomet u NK Zadru da bi 2006. godine prešao u NK Inter Zaprešić, a od 2007. do 2008. godine bio je u austrijskome Redu Bullu Salzburgu te godinu dana u njemačkome klubu Ingolstadtu 04 i onda se 2009. godine vratio u NK Zadar. U NK Zadru igrao je do kraja jesenskog dijela sezone 2011./12. kada je bio i najbolji strijelac jesenskog dijela Prve HNL a krajem siječnja 2012. godine odlazi na posudbu u njemački klub SC Freiburg.
U ljeto 2015., Santini prelazi iz K.V. Kortrijka u Standard Liège, a 2016. u SM Caen.

## Reprezentativna karijera
Odigrao je 2 utakmice za hrvatsku nogometnu do 17 reprezentaciju te 2 za reprezentaciju do 19 za koju je postigao jedan pogodak.

## Osobni život
Nakon očeve smrti i odbijenice Red Bull Salzburga u molbi za produženjem igračkog ugovora, Santini se vratio u rodni Zadar i upao u krizu. U razgovoru za portal Bitno.net istaknuo je kako je krizu prebrodio "zahvaljujući vjeri u Boga i katoličkom okruženju u obitelji". U istom razgovoru istaknuo je kako je u završnici belgijskog kupa tijekom drugog poluvremena ispod dresa nosio majicu s natpisom Isus te voli iz Međugoja. Nakon što je u 88. minuti zabio gol, skinuo je dres i proslavio pogodak "svjedočenjem vjere".
Odgajan je u katoličkom duhu, a kao dječak rado je čitao Sveto pismo. Rado je slušao propovijedi i predavanja Zlatka Sudca i Zvjezdana Linića. Velik je štovatelj i zagovornik Gospe Međugorske. Njegovi vjerski i športski uzori su rukometni trener Željko Babić i atletičarka Blanka Vlašić.

## Priznanja

### Individualna
- 2011.: Najbolji igrač Prve HNL, u izboru kapetana klubova Prve HNL.[7]

## Vanjske poveznice
- Ivan Santini na hnl-statistika.com